# Мангігін
Мангігін (д/н — 1926) — 21-й султан Магінданао в 1896—1926 роках.

## Життєпис
Походив з однією з гілок правлячої династії. Онук Джамал уль-Аламом (відомого як Дату Дакула), дату Сібугая, що тривалий час проводив проіспанську політику. Син Дату Пугата.
1888 року після смерті бездітного султана Мухаммад Джалал уд-Діна висунув претензії на трон. В той же час Анвар уд-Дін (відомий як дату Утто), правителю Багу-інгед, висунув претендентом свого швагера Мамаку, сина султана Іскандара Кудратуллаха Мухаммада. Втім більшість знаті підтримала Мангігіна. Разом з тим в справу втрутилася іспанська адміністрація Філіппін, що встановила пряму владу над султанатом, призначивши на час міжсултан'я в якості регентши Раджу Путрі, доньку Іскандара Кудратуллаха Мухаммада і дружину Анвар уд-Діна. Боротьба між претендентами час від часу переходила у збройне протистояння.
1896 року за підтримки іспанців Мангінгін оголосив себе султаном. У 1898 року владу іспанців було повалено на Філіппінах. Це дозволило Мангінгіну оголосити незалежність. Втім вимушен був протистояти Анвар уд-Діну і Мамаку. Надав посильну допомогу Філіппінському уряду під час його війни з США.
1900 року столицю було перенесено до Сібугаї. Власне султаном усього Магінданао Мангігіна було визнано лише у 1906 році після смерті Анвар уд-Діна і шлюбу на його удові Раджи Путрі. Ще до того територію султанату окупували американські піхотинці, оскільки уряд США, що взяв підконтроль Філіппіни, не визнав статус султанату Магінданао на відміну від договору з султанатом Сулу.
Спочатку Мангігін закликав населення утриматися від створення проблем американцям, розраховуючи дипломатично отримати визнання свого титулу, а водночас зібрати війська. Втім він контролював лише володіння Сібугая та власно султанський домен, підтрмиуючи таємні виступи проти американців. 1916 року Мамадра, дату Нулінга, в Котабагато підписав з америнцями «Меморіалу Котабато», згідно з якого отримував самостійність та права на титлу султана.
Помер Мангінгін 1926 року. На той час його владабуланомінальною. Титулярним султаном у 1928 році на раді знаті було обрано Мастуру (сина султана Іскандара Кудратуллаха Мухаммада), батька до того померлого раджи-мудри Мамадри.